# Luca Sardella
Luca Sardella (San Severo, 19 febbraio 1956) è un conduttore televisivo, cantautore e agronomo italiano.

## Biografia
Laureatosi in agraria, Sardella si è dato alla musica dapprima come paroliere, e in seguito anche come cantautore, ottenendo il suo primo successo nel 1984, con il brano, lanciato da Fausto Leali, Io, io senza te.
Come esperto di agronomia, entra nel mondo della televisione arredando giardini per alcuni personaggi dello spettacolo e arriva a condurre uno spazio sul verde nella trasmissione Mattina 2 nelle stagioni 1990/1991, 1991/1992 e 1992/1993  Visto il successo, nell'estate del 1991 e nella stagione 1991/1992, è alla guida della rubrica Una pianta al giorno, in onda su Rai 2, prima al pomeriggio e in seguito al mattino. Dal gennaio 1992 la trasmissione viene trasmessa dal circuito Cinquestelle con un doppio appuntamento quotidiano alle 13.30 e alle 18.30.
Dall'estate del 1992 e per tutta la stagione 1992/1993 sempre su Rai 2 conduce con Janira Majello la rubrica Verdissimo. Nella stagione 1993/1994 si occupa di natura all'interno della trasmissione di Rai 2 Detto tra noi-mattina, seguono Verde mattina su Rai 1 e Raisat e, dal 1998 al 2001, La vecchia fattoria. Negli anni novanta è assurto agli onori delle cronache per aver accusato di plagio i Take That e Mina. Nel 1996 ha pubblicato un doppio CD intitolato Emozioni nel quale interpreta settanta successi italiani.
Pubblica diversi singoli (tra cui l'inno dell'UDC) e un album nel 2007 intitolato Tu sei (da cui ha estratto l'omonimo singolo, scartato da Sanremo, trasmesso nella trasmissione radiofonica Viva Radio Due).
Nello stesso anno conduce la trasmissione Sole, Sardella... e fantasia per il canale regionale 8 Video Calabria con sede a Crotone. Dal 20 marzo 2008 torna a lavorare in RAI, conducendo Garden su Rai 2 ogni giovedì mattina alle 9.15, programma del quale canta anche le sigle.
Sempre nel corso degli anni 2000 Luca Sardella compare in TV a Mattina in famiglia e poi a I fatti vostri dove presenta una rubrica di giardinaggio e botanica. Dal 30 settembre 2012 al 2 giugno 2013 conduce su Rai 1 Linea verde - Orizzonti insieme a Chiara Giallonardo. Dal 2015 tiene nel programma di Canale 5 Striscia la notizia la rubrica Speranza verde e conduce su LA7 il programma Il pollice verde sono io.
Dal 17 settembre 2016 al 13 luglio 2019, poi, debutta sulle reti Mediaset con il programma Parola di Pollice Verde condotto insieme alla figlia Daniela su Rete 4. Dal 2019 al 2022 ha condotto Sempre Verde, sempre insieme alla figlia.
È la voce degli spot in rotazione in TV del Vecchio Amaro del Capo e dell'Elisir San Marzano Borsci insieme alla figlia Daniela.

## Televisione
- Mattina 2 (Rai 2, 1990-1993)
- Una pianta al giorno (Rai 2, 1991-1992; Cinquestelle, 1992)
- Verdissimo (Rai 2, 1992-1994)
- Detto tra Noi - Mattina (Rai 2, 1993-1994)
- Verde mattina Estate (Rai 1, 1994-1996)
- Verde mattina (Rai 1, 1994-1998)
- La vecchia fattoria (Rai 1, 1998-2002)
- Mattina in famiglia (Rai 2, 2003-2004)
- Sole, Sardella... e fantasia (8 Video Calabria, 2007)
- Garden (Rai 2, 2008)
- I fatti vostri (Rai 2, 2011-2014)
- Linea verde orizzonti (Rai 1, 2012-2013)
- Il pollice verde sono io (LA7, 2015-2016)
- Striscia la notizia - cura la rubrica Speranza Verde (Canale 5, 2015-2024)
- Parola di Pollice Verde (Rete 4, 2016-2019)
- Sempre Verde (Rete 4, 2019-2022)
- La volta buona (Rai 1, dal 2023)
- Camper (Rai 1, dal 2024)

## Radio
- Rubrica di botanica all'interno di Tu, lui, i figli, gli altri (Rai Radio Uno, 1991/1993)

## Discografia

### Album
- 1987 - Una storia pulita (EMI Italiana, 64-7482141)
- 1989 - Storie... (Green Line, GRP 3317)
- 1991 - Cielo (Fonit Cetra, LPX 285)
- 1992 - Ti regalo un fiore (RCA Original Cast, BD 75380)
- 2001 - Sotto l'ombrellone - Estate latina Compilation (VideOOne, CD GI 001)[27]
- 2007 - Tu sei (NAR International, 10807-2)

### Antologie
- 2012 - Temporale (NAR International, 11711-2)

### Album cover
- 1995 - Luca Sardella canta Battisti & Co. n. 1 (PromoVideo, CD P.R. 3120)
- 1996 - Emozioni (Dig-It, DIT CD 014, doppio CD)

### Singoli
- 1978 - A latina/Pallina (Alpharecord, 1544, 7")
- 1978 - Andare avanti/Io le dirò (Dig-It, DG 1175, 7")
- 1979 - Praticamente/La donna di mio padre (Alpharecord, AR 2008, 7")
- 1980 - Mi rode, mi scoppia/Fammi un po' morire (Alpharecord, AR 2015, 7")
- 1981 - Eh... no!/Se ti va (Lupus, LUN 4919, 7")
- 1982 - Una strana settimana/Temporale (Lupus, LUN 4935, 7")
- 1984 - Stai volando via/Io che credevo (Pineapple, PNNP 227, 7")
- 1985 - Viaggio americano/Niente per noi (IMI, IMINP 1051, 7")
- 1986 - Io che credevo/Se ti perdo (Gypsy/Fonit Cetra, SP 1841, 7")
- 1987 - Una storia pulita/Spazio libero (Target, 06-2017187, 7")
- 1989 - Un folle amore/Un folle amore (strumentale) (Green Line Records, GLNP 012, 7")
- 2019 - Spettacolare ghiacciato[25]

### Altro
- 1994 - I quiz di Luca Sardella n. 1 (PromoVideo, CD P.R. 3121)
- 1994 - I quiz di Luca Sardella n. 2 (PromoVideo, CD P.R. 3122)

## Opere
- Inverno e primavera. Mese per mese con le nostre piante, Roma, Lucarini, 1990, ISBN non esistente.
- Luca Sardella e Janira Majello, I consigli di Verdemattina, Roma, RAI ERI, 1997, ISBN 88-397-0967-3. (con 2 CD-ROM)
- Luca Sardella, Janira Majello e Giuseppe Berardi, I dolci della Vecchia Fattoria, Roma, RAI ERI, 1998, ISBN 88-397-1028-0.
- Luca Sardella e Janira Majello, La farmacia della nonna. Rimedi tradizionali e preziose ricette per una salute naturale, Como, Lyra Libri, 1999, ISBN 88-7733-223-9.
- Luca Sardella, Janira Majello e Marco Olivieri, In cucina con la Vecchia Fattoria, Roma, RAI ERI, 1999, ISBN 88-397-1075-2.
- Luca Sardella, Janira Majello e Dante Renzini, Le ricette della Vecchia Fattoria. Brasati, polpette, arrosti, cotolette, Roma, RAI ERI, 2001, ISBN 88-397-1135-X.
- Luca Sardella, Janira Majello e Fabio Tacchella, I piatti della Vecchia Fattoria. Ricette con uova, Roma, RAI ERI, 2001, ISBN 88-397-1188-0.
- Luca Sardella e Janira Majello, I manuali della buona tavola. Il pesce, Brugherio, Hobby & Work, 2003, ISBN 88-7133-723-9.
- Luca Sardella e Janira Majello, I manuali della buona tavola. Le carni bianche, Brugherio, Hobby & Work, 2004, ISBN 88-7133-722-0.
- Luca Sardella e Janira Majello, I manuali della buona tavola. La pasta 2, Brugherio, Hobby & Work, 2004, ISBN 88-7133-718-2.
- Luca Sardella e Janira Majello, Polvere di spezie. La magica influenza delle essenze, Roma, RAI ERI, 2004, ISBN 88-397-1297-6.
- Luca Sardella e Janira Majello, I nostri consigli per vivere un anno in armonia con la natura. Agenda 2010, Cernusco sul Naviglio, Sprea Book, 2009, ISBN 978-88-6267-076-0.
- Luca Sardella e Janira Majello, I nostri consigli per vivere un anno in armonia con la natura. Calendario 2010, Cernusco sul Naviglio, Sprea Book, 2009, ISBN 978-88-6267-069-2.
- Liana Fadda, SK. Assassini seriali, prefazione di Luca Sardella e confessioni di Donato Bilancia, Buca 18, 2009, ISBN 978-88-96018-16-3.
- Luca Sardella e Janira Majello, La guida verde. Un anno di consigli, Milano, Cairo Communication, 2012, ISBN 978-88-6052-441-6.